# Hermann Priesner
Hermann Priesner (* 19. November 1891 in Linz; † 11. August 1974 ebenda) war ein österreichischer Biologe und Entomologe, der sich auf Fransenflügler (Blasenfüße oder Thripse, Thysanoptera) und Wegwespen (Pompilidae) spezialisierte. Durch sein enormes Lebenswerk erlangte er insbesondere als Thysanopterenforscher Weltgeltung, er war aber auch Spezialist anderer Insektengruppen, speziell aus der Ordnung der Hautflügler (Hymenoptera).

## Leben
Sowohl von seinem Vater Carol, der sich in seiner Freizeit dem Käfersammeln widmete, als auch von seinem Onkel Max Priesner, der am Oberösterreichischen Landesmuseum in Linz die Käfersammlungen erweiterte, wurde Hermann Priesners Interesse schon in früher Jugend auf dieses Hobby gelenkt, was in seinem gesamten Leben bestimmend blieb.
Nach seinem Besuch der Volksschule und des Staatsgymnasiums in Linz begann er 1910 sein Universitätsstudium in Graz unter den Professoren Ludwig Böhmig, Karl Fritsch und Ludwig von Graff. Dort nahm seine Vorliebe für die Entomologie und insbesondere für die Thripse Gestalt an. Bereits während seiner Studienzeit wurde er Mitglied im Naturwissenschaftlichen Verein für Steiermark in Graz. Seine Promotion erfolgte im Jahre 1915 zum Doktor phil. mit der Dissertationsschrift zum Thema Zur Entwicklungsgeschichte der Turbanaugen von Cloeon dipterum L.
Nach seiner Promotion wurde er zum Dienst im Ersten Weltkrieg eingezogen, in welchem er als Offizier – sein Dienstgrad war zuletzt Oberleutnant – beim Linzer Hausregiment „Hessen“ diente.
Nach Kriegsende bekam er 1919 eine Anstellung als Supplent (Hilfs- bzw. Vertretungslehrer; nach anderen Quellen als Assistenzprofessor) für Mathematik und Naturgeschichte an der Staatsrealschule Linz. Im gleichen Jahr wurde er, zusammen mit Theodor Kerschner, zur Nachforschung über Anophelen zwecks Bekämpfung der Malaria beauftragt. Zu diesem Zeitpunkt hatte er schon eine Anzahl entomologischer Abhandlungen veröffentlicht. Zusammen mit anderen oberösterreichischen Entomologen wie Hans Gföllner, Leopold Gschwendtner, Franz Hauder, Josef Klimesch, Ämilian Kloiber, Karl Kusdas und Erwin Schauberger gründete Priesner 1921 die Entomologische Arbeitsgemeinschaft am Oberösterreichischen Landesmuseum/Biologiezentrum Linz, deren Vorsitz er nach dem Ableben Hauders im Jahre 1923 von 1924 bis 1928 einnahm. Weil er politisch ungebunden sein wollte, hatte er keine beruflichen Aufstiegsmöglichkeiten. Daher bewarb er sich um eine Anstellung im Ausland, die seinen Interessen entsprach, unter anderem auch in China.

### In Ägypten
Im Jahre 1928 wurde er unter Hunderten von Bewerbern als Entomologe an das Königliche Ägyptische Ackerbauministerium nach Kairo-Dokki als Chef der Entomologischen Sektion berufen. Sein im selben Jahr beim Verlag Fritz Wagner in Wien erschienenes Standardwerk Die Thysanopteren Europas über eine Gruppe wesentlicher Pflanzenschädlinge machte ihn nicht nur zum kompetenten und auch bekanntesten Spezialisten in der Erforschung der Fransenflügler, sondern war zeitlebens mitbestimmend für die Wahl seines speziellen Interessengebietes und wohl auch für die Berufung nach Kairo. In Ägypten, wo er in der Schädlingsbekämpfung insbesondere in Baumwoll-, Zitrus- und Zuckerrohrplantagen wirkte, leistete er auch in der biologischen Schädlingsbekämpfung bahnbrechende Pionierarbeit. So hatte er nach seinen Beobachtungen die Idee, die einheimische Schwarze Schlupfwespe Microphanurus megacephalus als Nützling gegen die Grüne Reiswanze Nezara viridula einzusetzen, um deren Eier zu parasitieren. Seine Tätigkeit in Ägypten war geschätzt und wurde vom damaligen Regenten König Faruk sowie später von Präsident Nasser gefördert. In Ägypten gilt Priesner bis heute als Pionier der biologischen Schädlingsbekämpfung. Ab 1932 arbeitete er mit Mahmoud Hosny in der Schädlingsbekämpfung zusammen, bis zum Ende seiner Tätigkeit am Ägyptischen Ackerbauministerium veröffentlichten sie gemeinsam insgesamt sieben Artikel zu den Themen Deckelschildläuse, Napfschildläuse und über die Gattung der Weißen Fliegen (Aleurodidae), von denen sie fünf Arten benannten. Priesner war am Ägyptischen Ackerbauministerium bis 1940 als Vorstand der Entomologischen Sektion tätig.
Von Priesners Expeditionen und Reisen sind jene zur Oase Siwah (1931) und zum Sinai (1935) in Ägypten, nach Albanien (1918), in die Marmarica (1931), nach Palästina (1935) und zum Alba-Gebirge im Sudan (1933 und 1938) nennenswert. Seine Forschungstätigkeit wurde durch den Zweiten Weltkrieg unterbrochen; er gelangte nach dem Krieg nach Kiel, wo er von englischen Besatzungskräften ein weiteres Jahr lang festgehalten wurde. Im Jahre 1946 kehrte er nach Linz zurück und setzte die Lehrtätigkeit an seiner Schule, nun „Bundesrealschule“, fort. Er half auch mit, die dortige Entomologische Arbeitsgemeinschaft neu zu organisieren, die er im Jahre 1921 mitgegründet hatte. Er wurde jedoch bereits 1948 erneut nach Ägypten berufen, wo er nun als Experte für Entomologie am Königlichen Ägyptischen Ackerbauministerium wirkte, bevor er von 1951 bis 1958 als Professor für Entomologie an den Universitäten Fuad in Gizeh und Ibrahim-Pascha in Kairo-Heliopolis eine Gastprofessur annahm.

### Ruhestand
Im Jahre 1957 trat er in den Ruhestand, 1959 kehrte er endgültig in seine Heimat zurück. Auch nach seiner aktiven Zeit in Ägypten war er entomologisch tätig. Er untersuchte mehrere Museums- und Forschungssammlungen und es wurden ihm auch immer wieder Sammlungsteile oder ganze Sammlungen zur Bestimmung überlassen. Exemplarisch sei die Bestimmung der Thysanopteren-Sammlung des Zoologischen Staatsinstituts und Zoologischen Museums in Hamburg erwähnt, die Erich Titschack zusammengetragen hatte und die später während des Zweiten Weltkriegs im Jahre 1943 verloren ging.
Priesner war mit dem österreichischen Entomologen Heinrich Hugo Karny befreundet, wie auch ab den 1950er-Jahren mit dem deutschen Entomologen Richard zur Strassen, der ihn in späteren Jahren einige Male in seiner Heimatstadt Linz besuchte. Zuletzt hatte Priesner die Wegwespen (Pompiliden) des Landesmuseums Joanneum in Graz bearbeitet und wollte anschließend die schwierige flügellose Schlupfwespengattung Gelis durchsehen, wozu es jedoch nicht mehr kam. Er starb in seinem 83. Lebensjahr in Linz. Er hinterließ seine Ehefrau Gertrud Priesner und seine Tochter Karoline Scherz.

## Werk
Hermann Priesner veröffentlichte 1928 seine Monografie über Fransenflügler Die Thysanopteren Europas, die bis heute ein Standardwerk dieses Forschungsgebietes darstellt. Die über 750 Seiten umfassende Schrift wird eingeleitet mit: 

„Die zahlreichen Einzelarbeiten, die seit dem Erscheinen Uzel’s klassischer Monographie der Ordnung Thysanoptera veröffentlicht wurden, machen im Interesse der Spezialforschung sowohl, wie der Phytopathologie eine zusammenfassende Arbeit notwendig.“

Entsprechend dieser Notwendigkeit beinhaltet sein Werk neben Imagines auch Bestimmungshilfen und Beschreibungen der Larven sowie deren Futterpflanzen. Auch Informationen zur Verbreitung sowie Faktoren zum wirtschaftlichen Schadensbefall an Wirtspflanzen werden gegeben. Mit dieser Schrift wurde Priesner in der ersten Hälfte des 20. Jahrhunderts zum fachkundigsten Spezialisten in der Fransenflügler-Forschung.
Ebenfalls im Jahre 1928 erschien auch Priesners erster hymenopterologischer Artikel über Blattwespen, weitere Studien in Ägypten in den Jahren 1931 bis 1953 über die schwierige Hautflüglerfamilie der Zehrwespen (Proctotrupidae) folgten, und auch Grabwespen (Sphecidae) und Pelzbienen (Anthophora) wurden behandelt. Schon 1955 machte er sich an die Bearbeitung der Schlupfwespen (Ichneumonidae) und insbesondere der Wegwespen (Pompilidae), die ein weiterer Schwerpunkt seiner Forschungen wurden und um die er sich vor allem nach seiner Pensionierung kümmerte, als sein nachlassendes Sehvermögen das Studium von Merkmalen der winzigen Thripse immer weniger zuließ. Etwa fünf Gattungen und 110 Arten von Wegwespen wurden von ihm als neu beschrieben.
Mit seiner dreiteiligen Veröffentlichung Prodromus zur “Hemipterenfauna von Oberösterreich” erschien die erste zusammenfassende Abhandlung über die oberösterreichische Wanzenfauna. Seine Studien umfassten viele weitere faunistische Veröffentlichungen, und seine Abhandlungen zu Themenbereichen wie angewandte Entomologie, Faunistik, Morphologie, Ökologie, Systematik, Phänologie, Phylogenie und andere Wissensgebiete zeichnen ihn als universellen Biologen aus.
Ein 200 Werke umfassendes Literaturverzeichnis über Hermann Priesners Veröffentlichungen findet sich in Günther Theischingers Nachruf. In Fritz Gusenleitners Systematischer Aufstellung der Evertebraten-Literatur Oberösterreichs 1781–1982 finden sich Priesners Schriften nach Insektenordnungen folgendermaßen aufgelistet: Zu Fransenflüglern (Thysanoptera) siehe Seiten 51 bis 64, zu Schnabelkerfen (Rhynchota) siehe Seiten 66 bis 68, zu Käfern (Coleoptera) siehe Seite 94, zu Hautflüglern (Hymenoptera) siehe Seite 128 und 129, zu Fliegen (Diptera) siehe Seite 143, zu kleinen Insektenordnungen (Evertebrata varia) siehe Seite 229, sowie weitere Veröffentlichungen.

## Sammlungen
Die von Priesner zusammengetragenen „äußerst wertvollen und umfangreichen Spezialsammlungen“ stellen für wissenschaftliche Studien einen großen Wert dar und sind zum Teil weltbekannt. Nach seinem Tode wurde dessen umfassende Sammlung im Wesentlichen in sieben Teile zerlegt, die an verschiedene Stellen gingen.
Unmittelbar nach seinem Tode im Jahre 1974 wurde die umfangreiche Sammlung der Fransenflügler (Thysanoptera) dem Senckenberg Naturmuseum in Frankfurt am Main übergeben. Dort arbeitete seit 1963 Richard zur Strassen daran, ein Thysanopteren-Informationszentrum aufzubauen, das durch Priesners typenreiche Thysanopteren-Sammlung erheblich erweitert werden konnte. In dieser Kollektion befanden sich Teile der Objektträgersammlung des österreichischen Entomologen Heinrich Hugo Karny, der mit Priesner befreundet war.
Seine Hautflügler-Sammlung (Hymenoptera), die neben europäischem auch ägyptisches Material enthält, ist von größter wissenschaftlicher Bedeutung. Das Naturhistorische Museum in Wien hat im Jahre 1976 die Hymenopteren-Sammlung, insbesondere die Grabwespen (Sphecidae) und Schlupfwespen (Ichneumonidae) sowie eine Sammlung vorwiegend mitteleuropäischer Käfer übernommen. Die Sammlungsteile der Zehrwespen (Proctotrupoidea) und der ägyptischen Rollwespen (Tiphiidae) hatte Priesner bereits zu Lebzeiten an das Naturgeschichtliche Nationalmuseum der Smithsonian Institution in Washington (USA) abgegeben.
Die Sammlung der Bienen wurde aufgeteilt. Zwei bekannte Linzer Bienenspezialisten erhielten die Stechimmen (Apoidea): Diese, jedoch ohne Halictidae, gingen an Maximilian Schwarz, die Sammlung der Bienenfamilie Halictidae erhielt Pater Andreas Werner Ebmer. Nach anderer Quelle haben Maximilian Schwarz und Pater Andreas Werner Ebmer nur einen Teil der Stechimmen erhalten, wobei die Kuckucksbienen (Nomadinae) an Schwarz gingen. Nachdem aus der Sammlung von Maximilian Schwarz, ehemals Sammlung Priesner, Anthophora-Exemplare anderen Forschern als Vergleichstiere dienen konnten, kann angenommen werden, dass Priesners Sammlungsteil der Pelzbienen (Anthophoren) zusammen mit den Kuckucksbienen zu Schwarz gelangt ist.
Hermann Priesners Witwe widmete dem Oberösterreichischen Landesmuseum seiner Heimatstadt Linz die Wanzen-Sammlung mit nennenswerten Ausbeuten aus Ägypten, nachdem einige Gruppen wie Schnabelkerfe (Rhynchota) und Staubläuse (Corrodentia) schon zu Priesners Lebzeiten dorthin gelangt waren. Seine ägyptischen Gleichflügler (Homopteren) gab Priesner an das Naturhistorische Museum in Genf (Schweiz).
Die Sammlung der 8500 ägyptischen Käfer (Coleopteren) veräußerte Priesner 1970 an Walter Wittmer, den Vorsteher der Entomologischen Abteilung des Naturhistorischen Museums in Basel (Schweiz), der bestrebt war, die dortige Käfersammlung auszubauen. Über das Schicksal der umfangreichen, 26.000 Exemplare umfassenden Käfersammlung und einiger kleinerer Kollektionen soll nach Möglichkeit zu einem späteren Zeitpunkt berichtet werden. Gleiches gilt für die übrigen Hautflügler; hier verdienen insbesondere die Gattung der Pelzbienen (Anthophora), die viel Typenmaterial enthält, sowie die Schlupfwespen (Ichneumoniden), die Wegwespen (Pompiliden) und die Echten Blattwespen (Tenthrediniden) besondere Beachtung. Priesner konnte sie nicht mehr auswerten, sie werden jedoch als Forschungsbasis künftigen Experten von großem Wert sein.
Priesners Schwester Emma, eine Schuldirektorin im Ruhestand, hatte sich als Bevollmächtigte aller seiner Angelegenheiten um seine Sammlungen während der kriegsbedingten Zeit seiner Abwesenheit gekümmert.
Durch einen glücklichen Umstand gelangte im Jahre 1990 ein Großteil der Sonderdrucksammlung sowie verschiedener schriftlicher Unterlagen Priesners an das Oberösterreichische Landesmuseum in Linz, wobei die in 60 Jahren angesammelte und 30 Ordner umfassende Thysanopterenliteratur als besonderer Wert für die Sammlungen des Landesmuseums angesehen werden.

## Mitgliedschaften, Auszeichnungen und Verdienste
Hermann Priesners Engagement war vielschichtig. So war er seit Gründung im Jahre 1906 Mitglied im Wiener Coleopterologen Verein, ab 1920 Mitglied im Oberösterreichischen Musealverein in Linz und von 1933 bis 1940 Vizepräsident der Société Entomologique d’Égypte (Ägyptische Entomologen-Gesellschaft) sowie ab 1960 deren Ehrenmitglied. Er war ab 1937 korrespondierendes Mitglied in der Finnischen Entomologischen Gesellschaft in Helsinki, ab 1950 Mitglied im Verein für naturwissenschaftliche Forschung in Hamburg und ab 1967 Mitglied in der Senckenberg Naturforschenden Gesellschaft in Frankfurt am Main. Außerdem war er Mitglied im Verein der Freunde des Naturhistorischen Museums in Wien, in der Zoologisch-Botanischen Gesellschaft in Wien, in der Münchner Entomologischen Gesellschaft sowie im österreichischen Naturschutzbund in den Landesgruppen Wien und Oberösterreich.
Im Jahre 1937 erlangte er den Offiziersstern des Nil-Ordens, 1972 wurde ihm das Österreichische Ehrenkreuz für Wissenschaft und Kunst verliehen.

## Schriften (Auswahl)

### Über Wegwespen (Pompiliden)
- A review of the Pompilidae of Egypt (Hymenoptera). In: Bulletin de la Société Entomologique d’Égypte. Band 39, Le Caire 1955, ISSN 1110-080X, S. 1–215.
- Zur Kenntnis der Pompilidae (Hymenoptera) Ägyptens. In: Polskie Pismo Entomologiczne. Band 30, Heft 5, Wroclaw 1960, ISSN 0032-3780, S. 65–84.
- Einiges über Pompiliden (Hymenoptera). Teil 1. In: Nachrichtenblatt der Bayerischen Entomologen. Band 9, 1960, S. 116–120.[36]
- Pompilidae (Hymenoptera) aus der Sammlung des Entomologischen Institutes der Universität Bologna. In: Bollettino dell’Istituto di Entomologia della Università di Bologna. Band 26, Bologna 1962, ISSN 1120-0960, S. 43–54.[37]
- Zur Kenntnis der Pompiliden Griechenlands. In: Sitzungsberichte der Akademie der Wissenschaften, mathematisch-naturwissenschaftliche Klasse. Band 174, Wien 1965, S. 55–78.[38]
- On some Pompilidae of Israel. In: Israel Journal Entomology. Band 1, Tel Aviv 1966, ISSN 0075-1243, S. 89–154.[39]
- Einiges über Pompiliden (Hymenoptera). 2. Teil. In: Nachrichtenblatt der Bayerischen Entomologen. Band 15, Heft 7/8, München 1966, S. 57–60.[40]
- Studien zur Taxonomie und Faunistik der Pompiliden Österreichs. Teil 1. In: Naturkundliches Jahrbuch der Stadt Linz. Band 12, Linz/Donau 1966, ISSN 0470-3901, S. 187–208.[41]
- Zur Kenntnis der Gattung Episyron (Hymenoptera, Pompilidae). In: Bollettino dell’Istituto di Entomologia della Università di Bologna. Band 28, Bologna 1966/1967, ISSN 1120-0960, S. 29–55.[42]
- Zur Kenntnis der Pompiliden (Hymenoptera) der Türkei. In: Sitzungsberichte der Akademie der Wissenschaften, mathematisch-naturwissenschaftliche Klasse. Band 176, Wien 1967, S. 45–60.[43]
- Studien zur Taxonomie und Faunistik der Pompiliden Österreichs. Teil 2. In: Naturkundliches Jahrbuch der Stadt Linz. Band 13, Linz/Donau 1967, ISSN 0470-3901, S. 123–140.[44]
- Studien zur Taxonomie und Faunistik der Pompiliden Österreichs. Teil 3. In: Naturkundliches Jahrbuch der Stadt Linz. Band 14, Linz/Donau 1968, ISSN 0470-3901, S. 125–209.[45]
- Studien zur Taxonomie und Faunistik der Pompiliden Österreichs. Teil 4. In: Naturkundliches Jahrbuch der Stadt Linz. Band 15, Linz/Donau 1969, ISSN 0470-3901, S. 77–132.[46]
- Neue Pompiliden aus der Türkei (Hym.). In: Nachrichtenblatt der Bayerischen Entomologen. Band 22, Heft 6, München 1973, S. 106–110.[47]
- Überfamilie: Pompiloidea – Familie: Pompilidae (Psammocharidae). In: Herbert Franz: Die Hymenopteren des Nordostalpengebietes und seines Vorlandes. Österreichische Akademie der Wissenschaften, mathematisch-naturwissenschaftliche Klasse, 124. Band, Wien 1982, S. 302–323.[48]

### Über Fransenflügler (Thysanopteren)
- Pseudo-Neuroptera – Anleitung zum Sammeln und zum Studium der Thysanopteren. In: Oskar Krancher: Entomologisches Jahrbuch. Kalender für alle Insekten-Sammler. 24. Jahrgang, Leipzig 1915, S. 155–162.[49]
- Zur Thysanopteren-Fauna Ostpreußens. In: Schriften der Physikalisch-ökonomischen Gesellschaft zu Königsberg in Preußen. 57. Jahrgang, B. G. Teubner, Königsberg 1916, S. 50–54.[50]
- Beitrag zur Kenntnis der Thysanopteren Oberösterreichs. In: Jahresbericht des Museum Francisco Carolinum. Linz/Donau 1920, S. 50–63.[51]
- Haplothrips-Studien. In: Treubia. Band 2, Heft 1, Buitenzorg 1921, S. 1–20.[52]
- Neue und wenig bekannte Thysanopteren der neotropischen Fauna aus der Sammlung des Berliner Zoologischen Museums. In: Deutsche Entomologische Zeitschrift. Jahrgang 1921, Heft 3, Berlin 1921, S. 187–223.[53]
- Neue Rasenthripse aus Oesterreich. In: Konowia. Band 1, Heft 1–2, Wien 1922, S. 87–96.[54]
- Moor-Thripse. In: Konowia. Band 1, Heft 4–5, Wien 1922, S. 177–180.[55]
- A. Dampfs Aegypten-Ausbeute: Thysanoptera. Teil 1. In: Entomologische Mitteilungen. Band 12, Heft 1, Berlin-Dahlem 1923, S. 63–66.[56]
- A. Dampfs Aegypten-Ausbeute: Thysanoptera. Teil 2. In: Entomologische Mitteilungen. Band 12, Heft 2, Berlin-Dahlem 1923, S. 115–121.[57]
- Bernstein-Thysanopteren. In: Entomologische Mitteilungen. Band 13, Heft 4–5, Berlin-Dahlem 1924, S. 130–151 und Tafel 1.[58]
- E. Titschack’s Thysanopteren-Ausbeute von den Canarischen Inseln. In: Stettiner Entomologische Zeitung. Band 94, Heft 2, Stettin 1933, S. 177–211.[59]
- Ein neuer Urothripide aus Rumänien (Thysanoptera: Urothripidae). In: Arbeiten über morphologische und taxonomische Entomologie aus Berlin-Dahlem. Band 3, Heft 3, Berlin-Dahlem 1936, S. 213–214.[60]
- Fünf neue Taeniothrips-Arten von Sumatra (Thysanoptera). In: Treubia. Band 15, Nr. 3, Buitenzorg 1936, S. 323–328.[61]
- Materialien zu einer Revision der Taeniothrips-Arten (Thysanoptera) des Indo-Malayischen Faunengebietes. In: Treubia. Band 16, Nr. 4, Buitenzorg 1937–1938, S. 469–526.[62]
- Zoologisch-systematische Ergebnisse der Studienreise von H. Janetschek und W. Steiner in die spanische Sierra Nevada 1954. V. Thysanoptera. In: Sitzungsberichte der Akademie der Wissenschaften, mathematisch-naturwissenschaftliche Klasse. Band 166, Heft 5/6, Wien 1957, S. 249–251.[63]

### Über andere Insekten
- Zur Entwicklungsgeschichte der Turbanaugen von Cloeon dipterum L. Sonderabdruck. Aus: Zoologische Jahrbücher. Band 39, Heft 3, Jena 1916, S. 485–514.[64]
- Mit Theodor Kerschner: Beiträge zur Verbreitung der Anophelen in Oberösterreich. In: Jahrbuch des Oberösterreichischen Musealvereines. Band 79, Linz/Donau 1922, S. 42–51.[65]
- Rhynchota – Hemipteren von der Nordseeinsel Spiekeroog. In: Oskar Krancher: Entomologisches Jahrbuch. Kalender für alle Insekten-Sammler. 35. Jahrgang, Leipzig 1926, S. 133–136.[66]
- Über einige Bythinus-Arten (Coleoptera) der Puncticollis-Gruppe. In: Jahrbuch des Oberösterreichischen Musealvereines. Band 81, Linz/Donau 1926, S. 365–368.[67]
- Holz- und Bücherläuse (Copeognatha) aus Oberösterreich und Steiermark. In: Jahrbuch des Oberösterreichischen Musealvereines. Band 81, Linz/Donau 1926, S. 369–376.[68]
- Prodromus zur “Hemipterenfauna von Oberösterreich”. In: Zeitschrift für wissenschaftliche Insektenbiologie.
1. Teil in Band 21, Berlin-Lichterfelde 1926, S. 159–173;
2. Teil in Band 22, Berlin-Lichterfelde 1927, S. 55–65;
3. Teil in Band 23, Berlin-Lichterfelde 1928, S. 113–120.[23]
- Eine neue Psylla-Art aus den Ostalpen. In: Konowia. Band 6, Wien 1927, S. 263–266.[69]
- Rhynchoten aus Griechenland. In: Bruno Finzi, Wolfgang Adensamer, Franz Käufel, Hans Strouhal, Hermann Priesner: Weitere Beiträge zur Kenntnis der Fauna Griechenlands und der Inseln des Aegäischen Meeres. In: Sitzungsberichte der Akademie der Wissenschaften, mathematisch-naturwissenschaftliche Klasse. Band 138, Wien 1928, S. 787–798, hier S. 797 f.[70]
- Beitrag zur Kenntnis der Gattung Athalia (Hymenoptera, Tenthredinidae). In: Entomologische Mitteilungen. Band 17, Heft 4, Berlin 1928, S. 282–285 und Nachtrag S. 379.[71]
- Insektenfang in den Wüstentälern Ägyptens. In: Oskar Krancher: Entomologisches Jahrbuch. Kalender für alle Insekten-Sammler. 40. Jahrgang, Leipzig 1931, S. 82–89.[72]
- Wanzen-Schwärme (Hemiptera). In: Bulletin de la Société Fouad Premier d’Entomologie. Band 23, Kairo 1939, S. 349–351.
- Mit Mahmoud Hosny: Notes on Parasites and Predators of Coccidae and Aleurodidae in Egypt. In: Bulletin de la Société Fouad Premier d’Entomologie. Band 24, Kairo 1940, S. 58–70.[73]
- Curimosphena villosa Haag, a sound producing beetle (Coleoptera: Tenebrionidae). In: Bulletin de la Société Fouad Premier d’Entomologie. Band 33, Kairo 1949, S. 11–12.
- A review of the Anthophora-Species of Egypt (Hymenoptera: Apidae). In: Bulletin de la Société Entomologique d’Égypte. Band 41, Kairo 1957, S. 1–115.[74]
- Ein typischer Fall erfolgreicher Verschickung eines parasitischen Insekts zur Schädlingsbekämpfung von Ägypten nach Australien. In: Apollo. Nachrichtenblatt der Naturkundlichen Station der Stadt Linz. Band 14, Linz/Donau 1968, S. 1–2.[12]